# Плоский (вулкан)
Плоский - четвертинний базальтовий щитовий вулкан ісландського типу у центральній частині Камчатки . Знаходиться на південь від річки Велика Кімітіна, на південний схід від вулкана Ічинський та 20 км на захід від гребеня Серединного хребта, є найзахіднішим вулканом північного Серединного хребта. Він розташований безпосередньо на північ від великого плейстоценового вулкана Теклетунуп. 
Висота вулкану складає 1236 м. У плані вулканічна споруда має форму витягнутого з півночі на південь овалу з осями 7×5 км, площею 28 км². Обсяг виверженого матеріалу близько 5 км.
Ранні геологічні дослідження в Серединному хребті віднесли вулкан до голоценового на основі морфології. Пізніше було встановлено, що ці вулкани є молодшими молодшими, оскільки вони мають менший тефровий покрив, ніж вулкани на східній Камчатці. Такі дослідники, як Певзнер (2006) і Пономарьова та ін. (2007) не вважають цей вулкан голоценовим.